# Мері Белл
Мері Флора Белл (англ. Mary Flora Bell; нар. 26 травня 1957) — англійська дитина-вбивця. Неповнолітньою вбила двох хлопчиків дошкільного віку в Скотсвуді, внутрішньому передмісті Ньюкасл-апон-Тайн у 1968 році. Перше вбивство вона скоїла у 10 років. В обох випадках Белл говорила жертві, що у нього болить горло і вона помасажує його, а потім душила.
Під час судового процесу у грудні 1968 року 11-річну Белл визнали винною в обох вбивствах. Слухання відбувалися в суді присяжних Ньюкасла, який визнав дії підсудної, вчиненими в умовах обмеженої відповідальності. Її співучасницю, принаймні в одному з вбивств, 13-річну Норму Джойс Белл (не родичка) виправдали за всіма звинуваченнями. Вона залишається наймолодшою жінкою-вбивцею у Великій Британії, хоча й не наймолодшою жінкою-вбивцею, яка діяла навмисно, оскільки її засудили за ненавмисне вбивство обох хлопчиків.
Белл звільнили у 1980 році у віці 23 років. За ухвалою суду вона отримала довічне право на анонімність, згодом таку можливість отримали її донька та онука. Відтоді вона жила під низкою псевдонімів.

## Раннє життя
Мати Белл, Елізабет «Бетті» Белл (до шлюбу Мак-Крікетт) була відомою місцевою повією, часто була відсутня вдома, постійно їздила до Глазго займатися проституцією та залишала дітей на їхнього батька, якщо він був присутній. Мері була її другою дитиною, вона її народила у 17 років. Особа біологічного батька Мері невідома. Більшу частину свого життя Мері вірила, що її батько — Вільям «Біллі» Белл, жорстокий алкоголік і злочинець, якого заарештовували, зокрема за збройне пограбування. Однак Мері була малою, коли Вільям Белл побрався з її матір'ю, і невідомо, чи він її справжній батько.
Мері була небажаною дитиною, якою весь час нехтували. За словами її тітки, Айзи Мак-Крікетт, через кілька хвилин після народження Мері її мати обурливо кричала на персонал лікарні: «Заберіть у мене цю річ!» — коли вони намагалися покласти доньку їй на руки.

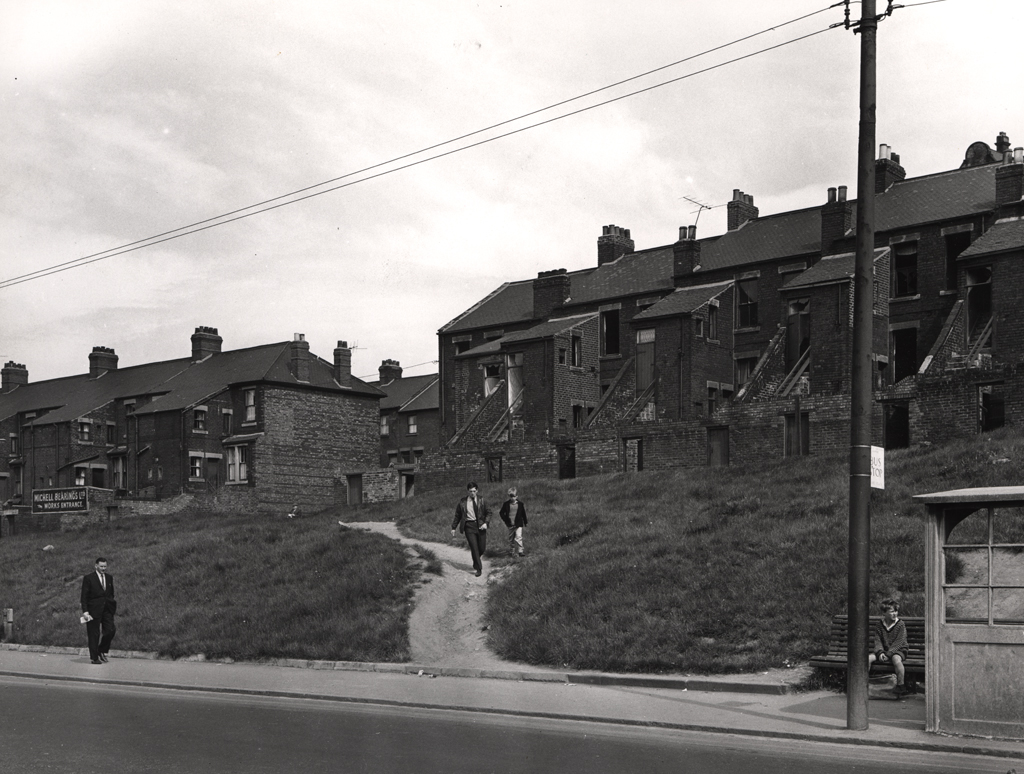
Вайтгаус-роуд, де жила Мері Белл у будинку 70.

У маленької Мері часто траплялися травми внаслідок побутових нещасних випадків, коли дитина перебувала наодинці з матір'ю, що змусило її сім'ю вірити, що її мати або навмисно проявила недбалість, або намагалася завдати шкоди чи вбити доньку. Одного разу приблизно у 1960 році мати впустила Мері з вікна першого поверху; іншого разу дала їй снодійне. Відомий також випадок продажу Мері психічно хворій жінці, яка не могла мати власних дітей. Через це старшій сестрі, Кетрін, довелося самій їхати через Ньюкасл, щоб відібрати Мері у цієї жінки та повернути дитину у будинок матері на Вайтгаус-роуд.
Попри недбалість і жорстоке поводження з Мері, мати відмовлялася від неодноразових пропозицій своєї родини взяти опіку над Мері, яку вона — як доміна — нібито почала дозволяти та / або заохочувати кількох своїх покупців до сексуального насильства у садомазохістських сеансах ще до середини 1960-х.

### Особистість
І вдома, і в школі Мері демонструвала численні ознаки неспокійної та непередбачуваної поведінки, включно з раптовими перепадами настрою та хронічним нетриманням сечі. Відомо, що вона часто билася з іншими дітьми обох статей і кілька разів намагалася придушити або задушити своїх однокласників або товаришів по іграх. Відомий випадок, коли вона намагалася заблокувати піском трахею дівчинки. Така насильницька поведінка викликала небажання багатьох дітей спілкуватися з Мері, яка часто проводила свій вільний час з Нормою Джойс Белл (1955—1989), 13-річною донькою сусіда. Попри однакове прізвище, вони не були родичками.
За словами однокласниці з молодшої школи Ділавал-Роуд, до 1968 року вона та її однолітки звикли до раптових і помітних змін у поведінці Мері, і коли вона почала проявляти тривожні манери, включно з хитанням головою та сталевим поглядом, її однолітки знали, що вона стане жорстокою, і в центрі її погляду була людина, на яку вона збиралась напасти.

### Перші напади
У суботу, 11 травня 1968 року, знайшли трирічного хлопчика, який блукав ошелешеним і скривавленим неподалік Сент-Маргаретс-роуд, Скотсвуд. Пізніше дитина повідомила поліції, що гралася з Мері Белл і Нормою Белл на даху занедбаного бомбосховища, коли його штовхнули з висоти 2,1 м на землю, внаслідок чого з'явились сильні рвані рани голови. Він не був впевнений, хто з дівчат штовхнула його. Того ж вечора батьки трьох маленьких дівчат звернулися до поліції зі скаргами на намагання Мері та Норми задушити їхніх дітей під час гри в пісочниці.

Того вечора обох дівчат опитали щодо цих інцидентів. Вони заперечували будь-яку провину за випадок у бомбосховищі, стверджуючи, що вони просто знайшли хлопчика з кривавою раною на голові після падіння. Відповідаючи на запитання про спробу задушення трьох маленьких дівчат, Мері заперечила будь-яку інформацію про цей інцидент. Однак Норма визнала, що Мері намагалася «задушити» кожну з дівчат, заявивши:
Мері підійшла до однієї дівчинки та спитала: "Що буде, якщо ви когось задушите, він помре?". Тоді Мері поклала руки на горло та стиснула. Дівчинка почала червоніти. Я сказала Мері зупинитися, але вона не схотіла. Потім вона обхопила горло Полін і та також почала червоніти ...підійшла інша дівчинка, Сюзан Корніш, і Мері зробила з нею теж саме.
Поліція повідомила місцеву владу про випадки та жорстокий характер Мері, але через їхній вік обох дівчат лише попередили. Ніяких подальших дій не було вжито.

## Вбивства

### Місця злочинів
У 1960-х роках за проєктом у Ньюкасл-апон-Тайн провели міську реконструкцію. У багатьох внутрішніх районах міста знесли терасові нетрі вікторіанської епохи, щоб з'явилась можливість побудови сучасних будинків і квартир. Кілька сімей проживали в будинках, призначених для знесення, оскільки вони чекали рішення влади про переселення.
Місцеві діти часто гралися в покинутих будинках або поряд з ними, а також на зрівняній та частково розчищеній підрядниками землі з уламками. Одним із таких місць був великий пустир, розташований поблизу залізничної колії, відомий серед місцевих дітей як «Жерстяна Ліззі». Вулиця, що йшла паралельно цьому пустирю, була Сент-Маргаретс-роуд.

### Мартін Браун
25 травня 1968 року, за день до свого 11-річчя, Белл задушила чотирирічного Мартіна Брауна в спальні на верхньому поверсі покинутого будинку, розташованого на Сент-Маргаретс-роуд, 85. Вважають, що цей злочин вона скоїла сама. Тіло Брауна знайшли троє дітей приблизно о 3:30 вечора. Він лежав на спині з витягнутими над головою руками. Окрім плям крові та піни навколо рота, слідів насильства на тілі не виявили. Місцевий робітник на ім'я Джон Голл незабаром прибув на місце події; він намагався провести серцево-легеневу реанімацію (СЛР), але безрезультатно.
Під час проведення серцево-легеневої реанімації, на порозі спальні з'явилися дві місцеві дівчинки, 10-річна Мері Белл (відома серед місцевих як «Мей») і її 13-річна подруга та сусідка Норма Белл. Обох швидко вигнали з дому. Вони удвох постукали до тітки Мартіна, Ріти Фінлей, і повідомили їй: «З одним із дітей вашої сестри щойно трапився нещасний випадок. Ми думаємо, що це Мартін, але ми не можемо сказати напевно, тому що він весь у крові».
Наступного дня Бернард Найт провів розтин тіла Мартіна Брауна. Найт не зміг знайти жодних слідів насильства на тілі дитини, а отже, не зміг визначити причину смерті, хоча спростував теорію слідства, що дитина померла від отруєння таблетками. Розслідування, проведене 7 червня, винесло відкритий вирок.

Одна з чотирьох рукописних записок, залишених Мері Белл і Нормою Белл у яслах Вудленд Кресент 26 травня 1968 року.

### Проміжні випадки
На 11-й день народження Мері, 26 травня, вони з Нормою увірвалися в дитячі ясла в сусідньому Вудленд Кресент і розгромили їх. Вони проникли до приміщення, здерши черепицю з даху; розірвали книжки, перевернули столи, розмазали чорнила та фарбами для плакатів по всій будівлі та втекли.
Наступного дня персонал виявив злом й акт вандалізму, про що негайно повідомили поліцію, яка також виявила чотири окремі записки, в яких говорилось про відповідальність за вбивство Мартіна Брауна. В одній із цих записок було написано: «Я вбиваю ТАК, щоб повернутися»; в іншій: «МИ вбили мартіна брауна, чорт би побрав, виродка»; у третій записці було просто написано: «Геть, ми вбиваємо. Стережіться Фанні та Педика». Остання записка була найскладнішою: «Ви — миші, бо ми вбили Мартіна Го Брауна, ви краще дивіться, НАВКОЛО відбуваються вбивства Фанні та старого Педика, якого ви трахаєте». Поліція розцінила цей інцидент як вульгарну та дитячу витівку.

Мері Белл (праворуч) з плакатом проти небезпечних умов в занедбаних будинках у Скотсвуді, червень 1968 року.

Через два дні, 29 травня, незадовго до похорону Мартіна Брауна, під час гри в яструби та голуби обидві дівчини завітали додому до його матері, Джун, з проханням побачитись з її сином. Коли Джун Браун відповіла, що вони не можуть його побачити, оскільки він помер, Мері відповіла: «О, я знаю, що він мертвий, я хочу побачити його в труні».

### Браян Гау
Удень 31 липня 1968 року трирічного Браяна Гау востаннє бачили його батьки на вулиці поряд з будинком, коли він грався з одним зі своїх братів і сестер, сімейним собакою, а також Мері Белл і Нормою Белл. Коли він не повернувся додому пізніше вдень, стурбовані родичі та сусіди безрезультатно шукали хлопчика. Об 11:10 вечора пошукова група виявила тіло Браяна між двома великими бетонними блоками на «Жестяній Ліззі».
Перший поліцейський, який прибув на місце події, відмітив «навмисну, але слабку» спробу заховати тіло: його вкрили купками трави та бур'янів. На губах дитини був помітний ціаноз, на шиї — кілька синців і подряпин. Біля його ніг лежали зламані ножиці.
Коронер дійшов висновку, що Браян помер від удушення, він був мертвим протягом семи з половиною годин до виявлення його тіла. Вбивця, очевидно, стиснув ніздрі Браяна однією рукою, а іншою стиснув горло. Перед смертю дитині нанесли численні колоті рани в області ніг, з голови відрізали волосся, частково понівечили статеві органи, а на животі спробували вирізати букву «М». Застосування невеликої кількості сили для вбивства змусило коронера зробити висновок, що вбивцею була інша дитина.
На одязі та взутті Браяна виявили численні сірі та бордові волокна. Таких волокон не було в будинку Гау, отже, їх залишив вбивця (вбивці).

## Розслідування
Після знахідки тіла Браяна Гау почалось масштабне полювання. До розслідування залучили понад 100 детективів з усього Нортумберленда, і станом на 2 серпня опитали понад 1200 дітей щодо їхнього місцеперебування. Серед тих дітей, допитаних детективами 1 серпня, були й Мері Белл і Норма Белл, яких свідки бачили поряд з Браяном незадовго до смерті. На першому допиті Норма здавалася збудливою, тоді як Мері була помітно більш спостережливою та мовчазною. Хоча обидві дівчинки були ухильними та суперечливими у своїх початкових заявах, вони відкрито зізналися, що грали з Браяном у день його смерті, але заперечували, що бачили його після обіду.
Наступного дня на допиті Мері заявила, що пам'ятає, як бачила восьмирічного місцевого хлопчика, який грався з Браяном удень 31 липня, і що вона також бачила, як він бив дитину. З її слів, хлопчик був у траві та бур'янах, наче він катався по полю, у нього були маленькі ножиці. Потім Мері пояснила: «Я бачила, як він намагався ними відрізати коту хвіст, але з ними щось було не так — одна нога була зламана чи зігнута». Ця самообвинувачувальна заява переконала головного інспектора-детектива Джеймса Добсона, що Мері — справжня вбивця, оскільки лише поліція знала про зламані ножиці з місця злочину. Крім того, місцевого хлопця, якого вона назвала, швидко допитали. З'ясувалося, що він перебував у міжнародному аеропорту Ньюкасла удень 31 липня, причому численні свідки змогли підтвердити слова його батьків.

### Перше зізнання
Удень 4 серпня батьки Норми Белл звернулися до поліції, заявивши, що їхня донька хоче зізнатися у тому, що їй відомо про смерть Браяна Гау. Головний інспектор-детектив Добсон прибув до них додому, офіційно попередив Норму, а потім запитав, що вона знає. Потім Норма повідомила Добсону: Мері відвела її до місця на «Жерстяній Ліззі», після чого показала тіло Браяна. Потім Мері продемонструвала, як вона задушила дитину. За словами Норми, Мері зізналася, що їй подобалося душити дитину, перш ніж описати, як вона зробила подряпини на животі лезом бритви, яке заховала на місці злочину, і «зламаними ножицями». Тоді Норма привела поліцію на місце злочину та показала місце, де лежало лезо бритви. Малюнок, зроблений Нормою, збігався з ранами на животі хлопчика та відповідав опису коронера.
Частина зізнання Норми Белл поліції. 4 серпня 1968 року.
Мері Белл відвідали в її будинку вранці 5 серпня. З цього приводу вона особливо захищалася, коли зіткнулася з розбіжностями зі своїми попередніми свідченнями, вона повідомила детективам: «Ви намагаєтеся промити мені мізки. Я найму адвоката, щоб він витяг мене з цього».
Пізніше того ж дня Норму знову допитали. З цього приводу вона зробила повну заяву, в якій зізналася, що була присутня, коли Мері фактично задушила Браяна. За словами Норми, коли троє залишилися наодинці на «Жерстяній Ліззі», Мері «здавалася, що стала збудженою»; штовхала хлопчика в траву та намагалась задушити, перш ніж сказала: «Мої руки стають товстими. Бери на себе». Потім вона втекла з місця події, залишивши Мері наодинці з Браяном.
Судово-медична експертиза одягу обох дівчат показала, що сірі волокна, виявлені на тілі Браяна, точно збігалися з вовняною сукнею Мері; бордові волокна на черевиках дитини були зі спідниці Норми. Крім того, ті ж самі сірі волокна знайшли на тілі Мартіна Брауна.

## Офіційні звинувачення
Браяна Гау поховали на місцевому кладовищі 7 серпня 1968 року, на заході були присутні понад 200 осіб. За словами головного інспектора Добсона (який планував заарештувати обох дівчат пізніше того ж дня), Мері Белл стояла біля дому Гау, коли труну з дитиною виносили з дому на початку похоронної процесії. Добсон пізніше заявив: «Вона стояла та сміялась. Сміялась і потирала руки. Я подумав: „Боже мій, я повинен привести її. Вона скоїть ще один злочин“».
Обом дівчатам офіційно пред'явили звинувачення у вбивстві Браяна Гау о 8 годині того ж вечора. У відповідь на звинувачення Мері відповіла: «Мене влаштовує». Норма розплакалася, просто проголосивши: «Я ніколи. Я тобі за це відплачу».
У присутності незалежного свідка Мері підготувала письмову заяву, в якій зізналася, що була присутня під час убивства Браяна Гау, але наполягала, що вбивство скоїла Норма. Вона також визнала, що вони з Нормою увірвалися в ясла Вудленд Кресент наступного дня після вбивства Мартіна Брауна, пошкодили речі, а потім написали чотири рукописні записки.

## Психологічні оцінки
Невдовзі після затримання обидві дівчини пройшли психологічну експертизу. Результати цих тестів показали, що Норма мала інтелектуальну затримку та покірний характер, вона легко проявляла емоції, тоді як Мері була кмітливою, але хитрою, схильною до раптових перепадів настрою. Час від часу Мері охоче говорила, хоча швидко ставала похмурою, заглибленою в себе та оборонялася.
Четверо психіатрів, які оглядали Мері, дійшли висновку, що вона, хоча й не страждала на психічний розлад, мала психопатичний розлад особистості. У своєму офіційному звіті, складеному для директора державного обвинувачення, доктор Девід Вестбері зробив висновок: «Соціальні методи [Мері] — примітивні та приймають форму автоматичного заперечення, підлещування, маніпуляції, скарг, залякування, втечі або насильства».

## Суд
Суд над Мері Белл і Нормою Белл за вбивства Мартіна Брауна і Браяна Гау розпочався в Ньюкаслі 5 грудня 1968 року. Суддя Ральф Кьюсак засудив обох дівчат, і обидві не визнали себе винними у звинуваченнях. Мері захищав королівський адвокат містер Гарві Робсон; Норму — королівський адвокат Р. П. Сміт.
Попри протести з боку захисту, у перший день суду Кьюсак відмовився від права підсудних на анонімність через їхній вік. Таким чином, ЗМІ могли оприлюднювати імена, вік і фото обох дівчат, кожна з яких сиділа поряд із поліцейськими в цивільному в центрі суду, за спинами своїх законних представників і в межах досяжності своїх сімей протягом усього процесу.
Королівський адвокат Рудольф Лайонс відкрив справу від імені обвинувачення об 11:30 ранку. У вступному слові, яке тривало 6 годин, Лайонс повідомив присяжним, що вони зіткнулися з «неприємним і сумним» завданням через характер вбивств і вік підсудних. Потім він окреслив намір обвинувачення проілюструвати схожість між двома вбивствами, що вказувало на вбивство хлопчика тим самим злочинцем або виконавцями. Лайонс описав обставини обох смертей та докази, що вказують на провину підсудних.
Хоча Лайонс у своєму вступному слові визнав, що, попри різницю у віці підсудних, Мері була більш домінантною з них, він стверджував, що обидві дівчини діяли в унісон і вони однаково винні. Дівчата вбили обох дітей «виключно заради задоволення та хвилювання від вбивства», додавши: «Обидві дівчинки добре знали, що те, що вони скоїли — неправильно, та розуміли про наслідки».

### Свідчення обвинувачених
На п'ятий день судового розгляду Норма дала свідчення на свій захист. Вона заперечувала будь-яку провину у фактичному вбивстві будь-якої дитини, але під час перехресного допиту визнала, що знала про схильність Мері до насильства та випадки нападів на дітей, і що вони обговорювали напади та вбивства маленьких дітей обох статей. На запитання Рудольфа Лайонса про те, чи Мері продемонструвала їй, як можна вбивати дітей, Норма кивнула. Потім вона визнала, що коли Мері почала нападати на Браяна Гау та душити його, вона не попередила компанію хлопчиків, які гралися неподалік, заявивши, що не зробила цього, оскільки «я не знала, що мало трапитись у першу чергу. Вона перестала завдавати йому болю, коли хлопці були поряд [з бетонними блоками]». Відповідаючи на питання щодо її власної ролі у вбивстві, Норма заявила, що «ніколи не торкалася» дитини.
Після завершення свідчень Норми 12 грудня Мері свідчила на свій захист. Її свідчення тривали майже 4 години, завершившись 13 грудня, і були ненадовго перервані, коли вона почала плакати на руках у поліцейської. Вона заперечувала звинувачення співобвинуваченої, наполягаючи на тому, що, хоча вона бачила тіло Мартіна Брауна на Сент-Маргаретс-роуд, вона сама ніколи не завдавала шкоди дитині, і що вони з Нормою пізніше попросили матір хлопчика оглянути його тіло, оскільки «кидали виклик одна одній, і ніхто з нас не хотів бути пішаком». Мері також визнала, якби вона розповіла іншим про те, що вона знала про смерть Мартіна, це могло б «змусити Норму негайно посадити».
Відповідаючи на питання щодо смерті Браяна Гау, Мері стверджувала, що Норма була людиною, яка задушила дитину, оскільки вона сама «просто стояла та дивилася. Я не могла поворухнутися. Наче якийсь клей тягнув нас вниз». Тоді Мері стверджувала, що Норма закликала Браяна лягти, якщо він хоче солодощів: «Ти повинен лягти, щоб жінка принесла солодощі», а потім продовжила душити його голими руками, оскільки вона сама безрезультатно намагалася запобігти нападу. Мері також заявила, що вона могла визначити рівень сили, яку проявила Норма, оскільки «кінчики її пальців і нігті побіліли», і знову визнала, що не повідомила владі про те, що їй відомо про дії Норми через страх й оманливе почуття вірності.
Мати Норми, Кетрін, тоді засвідчила, що за кілька місяців до вбивства Браяна Гау вона з чоловіком побачили Мері, коли вона намагалась задушити молодшу сестру Норми, Сьюзен, і вона звільнила горло їхньої доньки лише після того, як батько вдарив Мері кулаком у плече. Тоді дитячий психіатр Єн Фрейзер засвідчив, що розумовий вік Норми становив 8 років і 10 місяців і попри її обмежену здатність відрізняти добро від зла, вона могла оцінити злочинність дій, у вчиненні яких її звинувачували.

### Прикінцеві аргументи
13 грудня захисник Норми, Р. П. Сміт, виступив із прикінцевим словом перед присяжними. Сміт підкреслив, що, хоча обох дівчат судили разом, речових доказів проти його клієнтки не існувало, і єдиний доказ проти Норми — звинувачення Мері в її адресу. Сміт благав присяжних «придушити» почуття обурення та злоби, а також розвіяти будь-яку думку про те, що «обидві маленькі дівчинки» платять за дії, вчинені однією з них.
Потім Гарві Робсон виступив із прикінцевим словом від імені Мері. Робсон проілюстрував її розбите минуле та неблагополучну сім'ю, а також розмитість між фантазією та реальністю в її свідомості. Робсон також посилався на свідчення доктора Девіда Вестбері, який свідчив від імені захисту. Він кілька разів допитував Мері до суду та сформував «певну думку»: дитина страждала від серйозного розладу особистості, який він класифікував як «затримку розвитку (її) розуму», причина — генетичні фактори та її оточення. Ця ненормальність, стверджував Вестбері, послабила фактичну відповідальність Мері за свої вчинки.
Посилаючись на записки, які дівчата залишили в яслах після вбивства Мартіна Брауна, Робсон заявив, що записки доводять, що злочини — «дитяча фантазія» і, у випадку Мері, були написані для привертання уваги до себе.
У своєму прикінцевому слові Рудольф Лайонс описав випадок як «жахливий та гротескний», у якому Мері — явно більш владна з них, попри те, що молодша за віком: мала «дуже переконливий вплив, нагадуючи вигаданого персонажа Свенгалі», на Норму, яку він визнав «з субнормальним інтелектом», заявивши: «Я передбачив вам, що молодша дівчина — хоча на два роки та два місяці молодша за іншу — все ж була розумнішою та більш домінантною особистістю». Окреслюючи численну брехню, яку Мері розповідала поліції та суду, Лайонс далі зауважив про відсутність у Мері докорів сумління та її високий рівень хитрості.

## Вирок
Судовий процес тривав 9 днів. 17 грудня присяжні радилися 3 години 25 хвилин, перш ніж винести вердикт. З Мері Белл зняли звинувачення у навмисному вбивстві, але засудили за ненавмисне вбивство обох хлопчиків на підставі обмеженої відповідальності; Норму Белл виправдали за всіма звинуваченнями. Почувши вердикт присяжних, Норма схвильовано заплескала в долоні, тоді як Мері розплакалася, як і її мати й бабуся.
Під час оголошення вироку суддя Кьюсак назвав Белл «небезпечною» особою, додавши, що вона становить «дуже серйозний ризик для інших дітей» та зазначив про «необхідність заходів для захисту [громадськості]» від неї. Її було засуджено до тримання під вартою з волі Її Величності; фактично покарання у вигляді позбавлення волі на невизначений термін.

## Позбавлення волі
Белл спочатку утримували в ізоляторі тимчасового тримання в Даремі, а потім перевели до другого ізолятора тимчасового тримання в Південному Норвуді. Потім на початку 1969 року її перевели до Ред Банку, установи для неповнолітніх правопорушників у Ньютон-ле-Віллоуз, Мерсісайд, де вона була єдиною жінкою серед приблизно 24 ув'язнених. Пізніше Белл стверджувала, що під час ув'язнення в цьому закладі вона зазнала сексуального насильства від співробітника та кількох ув'язнених, стверджуючи, що сексуальне насильство почалося, коли їй було 13 років. У листопаді 1973 року 16-річну Белл перевели до безпечного крила в'язниці Стайл Її Величності у графстві Чешир. Повідомлялося, що Белл обурювалася переведенням до цієї установи, і під час ув'язнення вона марно подавала клопотання про умовно-дострокове звільнення.
У червні 1976 року Белл перевели до колонії-поселення Мур-Корт, де вона пройшла курси секретарів. Через 15 місяців, у вересні 1977 року, Белл знову потрапила в заголовки національних газет, коли вона з іншою ув'язненою, Аннет Пріст, ненадовго втекли з цієї колонії-поселення. Обидві втікачки провели кілька днів у компанії двох молодих людей у Блекпулі, відвідуючи місця розваг і ночуючи в різних місцевих готелях, де Белл використовувала псевдонім Мері Робінсон, потім шляхи втікачок розійшлися.
13 вересня Белл заарештували в дербіширському будинку одного з чоловіків, Клайва Ширткліффа, вона на цьому етапі пофарбувала волосся в блонд, намагаючись приховати свою особу. Того вечора її повернули під варту; Пріст заарештували в Лідсі через кілька днів. За втечу Белл на 28 днів позбавили привілеїв для ув'язнених.

## Звільнення
У червні 1979 року Міністерство внутрішніх справ оголосило про своє рішення перевести Мері Белл до в'язниці Її Величності Ескем Грейндж; у в'язниці типу колонія-поселення в Ескем Річард її готували до можливого звільнення, яке планувалося наступного року. Починаючи з листопада 1979 року, Белл працювала спочатку секретаркою, а потім офіціанткою в кафе в Йоркському соборі під наглядом, як етап підготовки до її можливого звільнення.
У травні 1980 року Белл вийшла з в'язниці у віці 23 років, пробувши за ґратами майже 11 з половиною років. Вона отримала анонімність, що дозволило їй почати нове життя в іншому місці країни під вигаданим ім'ям. Після її звільнення прессекретар сказав: «[Белл] хоче, щоб їй дали шанс жити нормальним життям і дали їй спокій».
Через чотири роки після звільнення з-під варти, 25 травня 1984 року, Белл народила доньку, її єдину дитину. Її донька нічого не знала про минуле своєї матері до 1998 року, коли репортери знайшли Белл, яка тоді проживала в курортному містечку на узбережжі Сассекса, де обидві жили приблизно 18 місяців. Ця інформація ЗМІ змусило Белл і її 14-річну доньку залишити свій дім. Співробітники під прикриттям відвезли їх у безпечне місце. Згодом і мати, і дочка переїхали в іншу частину Великої Британії.
Белл нібито кілька разів поверталася до Тайнсайду в роки після звільнення. Також стверджується, що вона деякий час там жила.

### Довічна анонімність
Право на анонімність, надане доньці Белл після її народження, спочатку подовжили лише до досягнення нею 18 років. Проте 21 травня 2003 року Белл виграла справу у Високому суді, щоб її власна анонімність й анонімність її доньки подовжили на довічний термін. Цей наказ схвалила Елізабет Батлер-Слосс і пізніше оновили, додавши онуку Белл (нар. січень 2009), який назвали «Z». Наказ також забороняє розголошувати будь-які аспекти їхнього життя, за якими їх можна ідентифікувати.
У 1998 році Белл співпрацювала з письменницею Гіттою Серені, щоб розповісти про своє життя до та після злочинів для книги Серені 1998 року «Непочуті крики: Історія Мері Белл». У цій книзі Белл докладно розповідає про жорстоке поводження з боку своєї матері-повії (яку Белл описує як доміну) і від кількох клієнтів матері. Інші опитані — родичі, друзі та спеціалісти, які знали її до, під час і після ув'язнення.
Нинішнє місцеперебування Белл невідоме, і воно захищене рішенням Високого суду від 2003 року. За словами Серені, Белл не стверджувала, що її засудили помилково, та відкрито визнавала, що жорстоке поводження, яке вона зазнала в дитинстві, не виправдовує її злочини.

## ЗМІ

### Телебачення
- BBC транслювало епізод, присвячений злочинам і засудженню Мері Белл, як частину серіалу «Діти злочину» 1998 року. Оповідь вів Джим Картер, цей 48-хвилинний епізод містив інтерв'ю з кількома однолітками з дитинства Белл, а також з поліцейськими, які займалися справою. Цей епізод вперше вийшов в ефір у квітні 1998 року[91].
- Канал Investigation Discovery замовив документальний фільм про вбивства, скоєні Мері Белл, у рамках серії документальних фільмів про реальні злочини «Смертельні жінки». Цей 45-хвилинний документальний фільм під назвою «Молода кров» вперше показали 20 серпня 2009 року[92].

## Цитовані праці та додаткова література
- Butler, Ivan (1973). Murderers' England. Altrincham: Hale Publishing. ISBN 978-0-709-14054-2.
- Becker, Ryan; Veysey, Nancy (2019). Mary Flora Bell: The Horrific True Story Behind An Innocent Girl Serial Killer. London: Independent Publishers. ISBN 978-1-793-19427-5.
- Berry-Dee, Christopher (2018). Talking with Female Serial Killers: A Chilling Study of the Most Evil Women in the World. London: John Blake Publishing. ISBN 978-1-789-46003-2.
- Davis, Carol Ann (2004). Children Who Kill: Profiles of Pre-teen and Teenage Killers. London: Allison & Busby. ISBN 978-0-749-00693-8.
- Gaute, J. H. H.; Odell, Robin (1979). The Murderers' Who's who: Outstanding International Cases from the Literature of Murder in the Last 150 Years. North Yorkshire: Methuen Publishing. ISBN 978-0-458-93900-8.
- Lane, Bran (1993). Mary Flora Bell: Killer Child. Real-Life Crimes. London, England: Eaglemoss Publications Ltd (36). ISBN 978-1-856-29970-1.
- Larsen, Barbara (2009). The Human Dilemma. Indianapolis: Dog Ear Publishing. с. 25–27. ISBN 978-1-598-58639-8.
- Smith, Katherine (1995). Mary Bell. Munich: BookRix. ISBN 978-3-748-76659-9.
- Waldfogel, Jane (2001). The Future of Child Protection: How to Break the Cycle of Abuse and Neglect. Massachusetts: Harvard University Press. ISBN 978-0-674-00723-9.
- Wilson, Colin (1985). Encyclopedia of Modern Murder: 1962–1982. Oregon: Bonanza Books. ISBN 978-0-517-66559-6.
- Wynn, Douglas (1996). On Trial for Murder. London: Pan Books. с. 23—25. ISBN 978-0-09-472990-2.